# Liste der Fluggesellschaften in Burundi

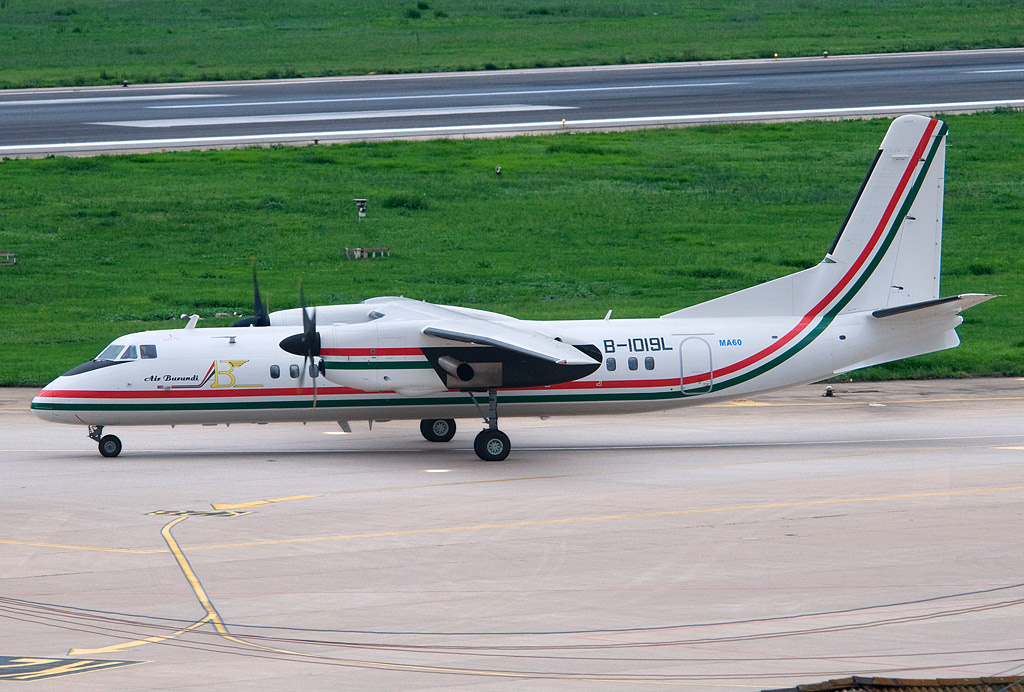
Air Burundi

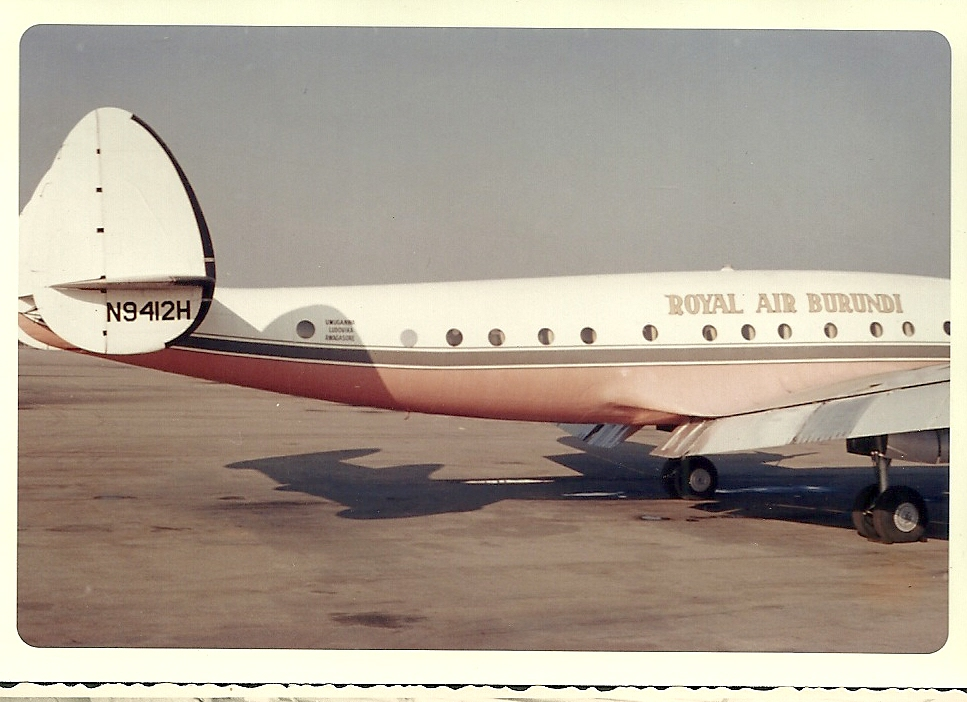
Royal Air Burundi

Dies ist eine Liste der Fluggesellschaften in Burundi.

## Aktuelle Fluggesellschaften
Quelle:
- Dakota Air Transport
- Volga Atlantic Aviation (Cargoflüge)

## Ehemalige Fluggesellschaften
Quelle:
- Afra Airways (2016, aber nie gestartet)[3]
- Africargo (1989 und 1999–2000)
- Air Burundi (1975–2009) < Societe de Transports Aeriens du Burundi (1971–1975)
- Air Kivu (2004–2006)
- Air Tanganyika (1997)
- Air Turbo Cargo (2004–2006)
- Burundi BCR Charter (1993–1994)
- Centre Air Afrique (1976)
- City Connection Airlines (1998–2000)
- Royal Air Burundi (1962–1963)
- Societe Aérienne pour l’Agriculture (1960er Jahre)
- Trans Lloyd Air Cargo (1996–1999)[4]